# Jeff Grubb
Jeff Grubb (Pittsburgh, 27 agosto 1957) è uno scrittore e autore di giochi statunitense, famoso per aver contribuito a creare le ambientazioni Forgotten Realms e Dragonlance e per romanzi quali Liberty's Crusade e L'ultimo Guardiano, ambientati rispettivamente negli universi dei videogiochi Starcraft e Warcraft. Ha inoltre scritto libri ambientati nel mondo del gioco di carte collezionabili Magic: The Gathering.

## Vita

### Gioventù
Grubb si è laureato in ingegnere civile alla Università Purdue ed è sposato con Kate Novak, conosciuta alle scuole superiori. 
Giocatore di wargame alle superiori, quando da matricola visita il Wargaming Club dell'Università viene coinvolto in una partita di Dungeons and Dragons. Nel giro dello stesso anno partecipa alla convention di giochi Gen Con e masterizza una propria campagna.

### TSR
In seguito alla sua supervisione di "AD&D Open" alla Gen Con 1986, venne assunto alla TSR. Qui è collabora sviluppo di Monster Manual II (1983), completando e rivedendo le descrizioni, inoltre crea alcuni dei daemon e termina i modron, scrivendo le descrizioni di quelli dei ranghi superiori. Tracy Hickman lo coinvolge nel progetto che diventerà Dragonlance a cui tra l'altro contribuisce con il pantheon di divinità create per la campagna che gestiva all'Università Purdue. Nel 1984, con Bruce Nesmith progetta il gioco di ruolo supereroistico Marvel Super Heroes ambientato nel mondo dell'Universo Marvel e ne fu il coordinatore della sua linea editoriale.
Grubb fu un consulente per la prima edizione di Unearthed Arcana, e l'autore della prima edizione del  Manual of the Planes, inizialmente l'obiettivo di questo era di consolidare il materiale già apparso in altri supplementi, in particolare il funzionamento degli incantesi, ma divenne più una guida all'avventura e sopravvivenza. Grubb aveva previsto di integrare le regole con una serie di articoli che avrebbe dovuta essere pubblicata su Dragon, ma ne scrisse solo tre. 
A metà degli anni ottanta la TSR stava pensando di pubblicare un'ambientazione dettagliata (finora quelle esistenti erano sempre state praticamente definite dai manuali di avventura) e Grubb nel 1986 contattò Ed Greenwood, autore di numerosi articoli su Dragon nel quale compraivano riferimenti alla sua campagna chiedendogli se c'era ulteriore materiale. Greenwood cominciò a mandaer a Grubb mappe e informazioni su di essa e questa collaborazione portò alla pubblicazione del Forgotten Realms Campaign Setting, che diede il via alla pubblicazione dei Forgotten Realms (1987)..
Nel 1988 propose di portare Dungeons & Dragons nello spazio, con una nuova ambientazione science fantasy in cui i pianeti sono protetti da sfere di cristallo e galeoni spaziali navigano da uno all'altro attraversando un turbolento etere. Questa fu pubblicata come Spelljammer l'anno dopo. Scrive inoltre con Andria Hayday, l'ambientazione araba di Al-Qadim (1992), inserita nelle terre meridionali dei Forgotten Realms. Grubb disse che venne bene ricevuta, perché riuscirono a tenere nascosto il potenziale dell'ambientazione ai burocrati della TSR.
Alla fine degli anni ottanta scrisse quattro fill-in del fumetto Advanced Dungeons & Dragons e tutti i 25 numeri della serie Forgotten Realms, entrambi pubblicati su licenza dalla DC Comics.. Per Forgotten Realms ha scritto numerosi supplementi di gioco e, insieme a suo moglie Kate Novak, alcuni romanzi, come la Finder's Stone Trilogy, in cui viene introdotto il personaggio Alias.

### Carriera da solista
Nel 1994, lasciò la TSR per proseguire come lavoratore autonomo

## Opere

### Romanzi
- Dragonlance
Dragonlance: Villains
  - Lord Toede, 1994, ISBN 0-09-945501-3
- Forgotten Realms
Finder's Stone Trilogy (con Kate Novak)
  - Azure Bonds, 1988, ISBN 0-09-945501-3
  - The Wyvern's Spur, 1990, ISBN 0-09-945501-3
  - Song of the Saurials, 1991, ISBN 1-56076-060-5

The Harpers (con Kate Novak)
  - Masquerades, 1995, ISBN 0-7869-0152-7
  - Finder's Bane, 1997, ISBN 0-7869-0658-8

The Lost Gods (con Kate Novak)
  - Tymora's Luck, 1997, seguito di Finger's Bane ISBN 0-7869-0726-6
  - Finder's Bane, 1997, ISBN 0-7869-0658-8

Cormyr Saga
  - con Ed Greenwood, Cormyr: A Novel(1994), ISBN 978-0-7869-0503-4
- Magic: The Gathering
Artifacts Series
  - The Brother's War, 1999, ISBN 0-7869-1357-6

Ice Age Trilogy
  - The Gathering Dark (1999)
  - Eternal Ice (2000)
  - The Shattered Alliance (2000)
- StarCraft
  - Liberty's Crusade, 2001, ISBN 0-671-04148-7
- Warcraft
  - L'ultimo Guardiano, 2001, ISBN 0-671-04151-7
- Guild Wars
  - con Matt Forbeck, Ghost of Ascalion

### Fumetti
- Advanced Dungeons & Dragons, 4 numeri in sostituzione dell'autore regolare Dan Mishkin, DC Comics[12]
- Forgotten Realms, 25 numeri: dal numero del 1º settembre 1989 a quello del 25 settembre 1991, DC Comics[12]
- Dragon Strike, numero 1, TSR[12]
- Forgotten Realms: The Grand Tour, 1996, TSR (speciale)[12]
- Planescape: The Unity of Rings, 2003. Scritto per la TSR e rimasto inedito. Pubblicato sul web anni più tardi dalla Wizards of the Coast[12]

### Giochi
Fonti: Shick e pen & paper
- Marvel Super Heroes
  - Marvel Superheroes Basic Set, TSR (edizione originale) (1984)
  - Cat's Paw, TSR (1984)
  - Judge's Screen, TSR (1984)
  - Murderworld!, TSR (1984)
  - Secret Wars, TSR (1984)
  - The Breeder Bombs, TSR (1984)
  - Concrete Jungle: Official Character Roster, TSR (1985)
  - Project Wideawake, TSR (1985)
  - Secret Wars II, TSR (1986)
  - Marvel Superheroes Advanced Set, TSR (1986)
- Dragolance
  - Dragons of Light, TSR (1985) (autore)
  - Tales of the Lance, TSR (1992) (autore)
  - Unsung Heroes, TSR (1992) TSR (autore)
  - The History of Dragonlance, TSR, (1995) (autore)
- Advanced Dungeons & Dragons
  - Manual of the Planes, TSR (1987) (autore)
  - Monstrous Manual, TSR (1993) (sviluppatore)
- Forgotten Realms
  - Forgotten Realms Campaign Set, TSR (1987) (progettista & sviluppo)
  - Waterdeep and the North, TSR, (1987) (coordinatore del prodotto)
  - Warlord's Tactical Manual Reference Guide, TSR (1996) (Coordinatore originale er il progetto)
  - City System, TRS (1988) (autore)
  - Forgotten Realms Adventures, TSR, (1990) (autore)
  - Endless Armies, TSR (1991) TSR (autore)
  - Fires of Zatal, TSR (1991) TSR (autore)
  - Monstrous Compendium Forgotten Realms Appendix II, TSR (1991) (autore)
  - Land of Fate, (1992) TSR (coordinatore del progetto)
  - Al-Qadim: Arabian Adventures, TSR (1992) (autore)
  - Forgotten Realms Campaign Setting, 2ª ed., TSR (1993) (progettista & sviluppo)
  - Cormanthyr: Empire of the Elves, TSR (1998) Development/Design Aides
  - Sea of Fallen Stars, TSR (1999) TSR (progetto originale)
  - Hall of Heroes, TSR (1989) (autore)
  - Pirates of the Fallen Stars, TSR (1992) (sviluppo del sistema di combattimento)
- Spelljammer
  - The Legend of Spelljammer, TSR (1991) (autore)
  - Spelljammer: AD&D Adventures in Space, TSR (1989) (autore)
  - Lost Ships, TSR (1990)
- Oriental Adventures
  - Ochimo: The Spirit Warrior, TSR, (1987) (autore)
  - Mad Monkey vs. the Dragon Claw, TSR (1988) (autore)
- Top Secret
  - F.R.E.E.Lancers, TSR (1988) (autore)
- Mystara
  - Karameikos, Kingdom of Adventure, TSR (1994) (autore)
- Planescape
  - A Player's Primer to the Outlands, TSR (1995) (autore)
- Ravenloft
  - Neither Man Nor Beast, TSR (1995) (autore)
- Wing Commander Collectible Trading Card Game
  - Wing Commander Collectible Trading Card Game, Mag 7 Force (1995) (autore)
- Castle Falkenstein
  - Memoirs of Auberon of Faerie, R. Talsorian Games, (1997). (autore)
- D20 System
  - Urban Arcana Campaign Setting, Wizards of the Coast (2003) (autore)
  - d20 Modern Roleplaying Game, Wizards of the Coast (2002) (autore)
  - Dungeons & Dragons Monster Manual II, Wizards of the Coast (2002) (autore)
- Star Wars
  - Power of the Jedi Sourcebook, Wizards of the Coast (2002) (autore)
  - Star Wars Arms and Equipment Guide, Wizards of the Coast (2002) (autore)
  - Tempest Feud, Wizards of the Coast (2002) (autore)
- Gamma World, versione d20
  - Gamma World, Wizards of the Coast (2000) (autore)
- Dungeons & Dragons 3.0
  - Manual of the Planes, Wizards of the Coast (2001) (autore)
- Dungeons & Dragons (classic)
  - Crypt of the Smoke Dragon, TSR (1999) (autore)
- Diablo II
  - Diablo II: To Hell and Back, (2001) Wizards of the Coast (adattamento)
  - Diablo II: Diablerie, (2000) Wizards of the Coast (adattamento)
- Warcraft
  - Warcraft: The Roleplaying Game, (2003) Sword & Sorcery Studios (autore)